# Stenaulophrys
Stenaulophrys is een geslacht van halfvleugeligen uit de familie schuimcicaden (Cercopidae). De wetenschappelijke naam van dit geslacht is voor het eerst geldig gepubliceerd in 1921 door Jacobi.

## Soorten
Het geslacht Stenaulophrys omvat de volgende soorten:
- Stenaulophrys bimaculata (Matsumura, 1907)
- Stenaulophrys horishana (Matsumura, 1940)